# روندا رزی
راندا رَوزی (انگلیسی: Ronda Rousey؛ زاده ۱ فوریهٔ ۱۹۸۷) کشتی‌گیر حرفه‌ای،‌ بازیگر، جودوکار و ورزشکار هنرهای ترکیبی سابق است. وی بیشتر بخاطر قهرمانی در یو‌اف‌سی (UFC) و فعالیتش در دبلیودبلیوئی (WWE) شناخته می‌شود. او از لقب "رودی"(به انگلیسی: Rowdy) که سابقا در اختیار کشتی‌گیر حرفه‌ای سابق ردی پایپر است استفاده می کند.
از فیلم‌هایی که در آن‌ها نقش آفرینی کرده است نیز می‌توان به سریع و خشمگین ۷ و بی مصرف‌ها ۳ اشاره نمود. وی همچنین صداپیشه سونیا بلید در مورتال کامبت ۱۱ بود که البته مورد استقبال عموم قرار نگرفت.

## دوران کودکی
رَوزی در کالیفرنیا به دنیا آمد. مادرش AnnMaria De Mars اسطورهٔ رشته جودو است و به عنوان اولین زن آمریکایی شناخته می‌شود که در تورنمنت جهانی جودو مدال طلا کسب کرد. رَوزی در حالی که تنها ۸ سال سن داشت پدرش را از دست داد؛ و از همان دوران بود که به رشته جودو روی آورد. هرچند که به ورزش شنا هم علاقه خاصی دارد.

## جودوکار
رزی دوران جودوکاری اش را به صورت حرفه‌ای از سن ۱۱ سالگی شروع کرد. او درحالی که تنها ۱۷ سال سن داشت در بازی‌های المپیک تابستانی ۲۰۰۴ شرکت کرد اما موفق به کسب مدالی نشد. در سال ۲۰۰۷، رَوزی به عنوان یکی از ۳ جودوکار زن برتر دنیا شناخته می‌شد. در همان دوران بود که وی در تورنمنت جهانی جودو مدال نقره کسب کرد. یک سال بعد در المپیک تابستانی ۲۰۰۸ وی توانست مدال برنز کسب کند؛ و این پایانی بر حرفه راندا رَوزی در رشته جودو بود.

## ورود به دنیای ام ام ای
دو سال بعد از المپیک ۲۰۰۸، رازی حرفه جدیدش را در هنرهای رزمی ترکیبی آغاز کرد و در اولین مبارزه آماتور خود توانست حریفش را طی ۲۳ ثانیه شکست بدهد. چند ماه بعد، راندا اولین مبارزه رسمی خود را در کمپانی King of the Cage انجام داد جایی که توانست حریفش را در مدت ۲۵ ثانیه مغلوب کند. طولی نکشید تا راندا با کمپانی Strikeforce قرارداد بست و سرانجام درگیری اش با Miesha Tate شکل گرفت. راندا در مبارزه ای که توجه همگان را بخودش جلب کرد از سد میشا تیت گذشت و به یکی از بزرگترین ستارگان دنیای ام ام ام ای تبدیل شد. سرانجام در نوامبر سال ۲۰۱۲ دینا وایت رئیس کمپانی معروف یواف‌سی با راندا رَوزی قرارداد بست و از این رو راندا رَوزی به اولین مبارز زن این کمپانی تبدیل شد.

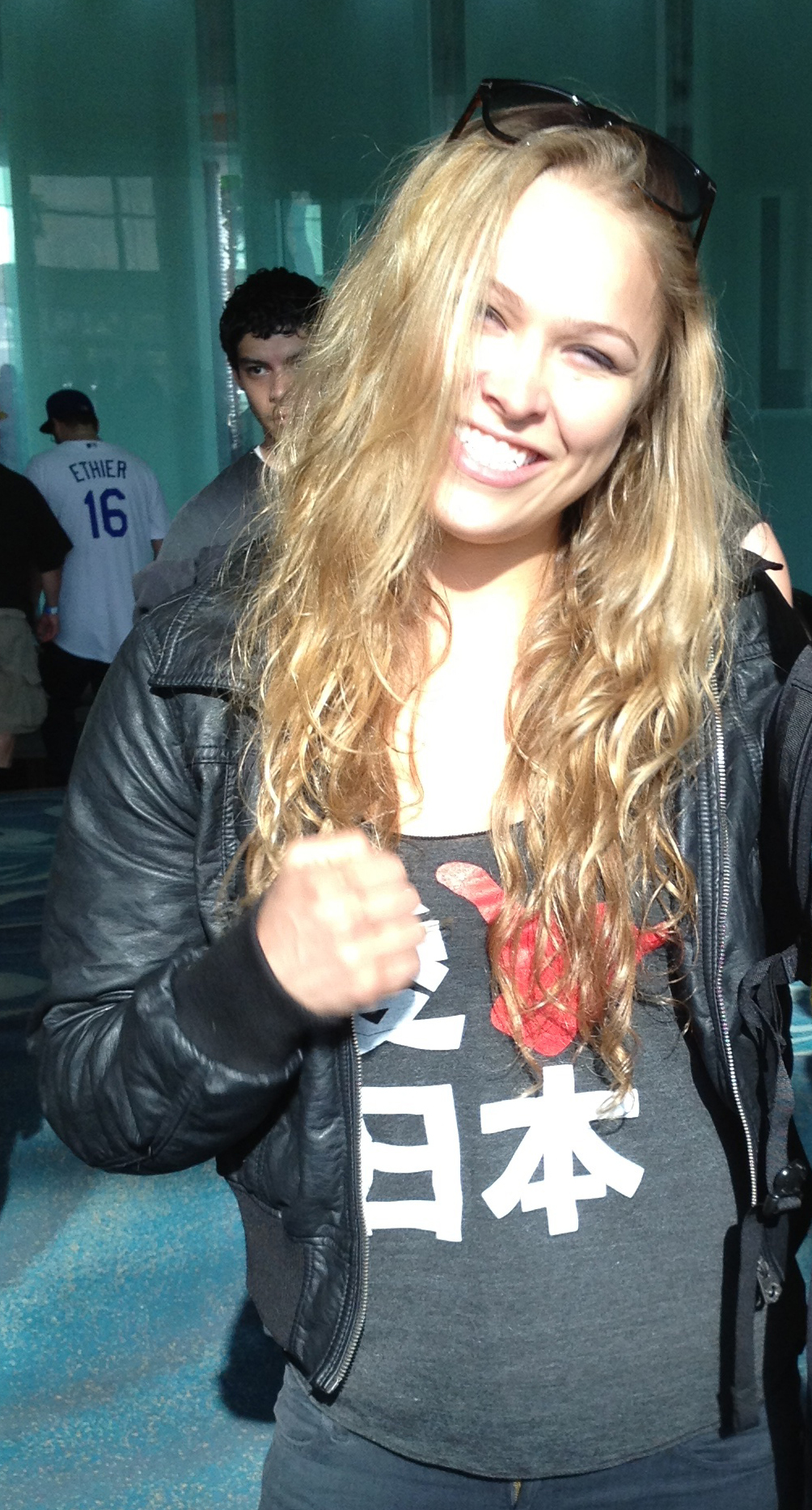
روزی در سال ۲۰۱۲

- مبارزه مقابل Liz Carmouche: در مسابقات UFC 157 که در تاریخ بیست و سوم فوریه ۲۰۱۳ برگزار شد، راندا رازی مقابل لیز کارموش که سابقه حضور در نیروی تفنگداران دریایی ایالات متحده آمریکا را داشت، قرار گرفت. این مبارزه به عنوان اولین مبارزه زنان در تاریخ کمپانی یو اف سی شناخته می‌شود. رازی در راند اول و با استفاده از فن آرمبار توانست از سد حریفش بگذرد.
- مبارزه مقابل Miesha Tate: این دومین مبارزه رازی و تیت مقابل هم بود. مبارزه قبلی آن‌ها در کمپانی Strikeforce شکل گرفته بود. این دو مبارز بعد از حضور در تلویزیون واقع‌نما التیمیت فایتر ۱۸ مقابل هم قرار گرفتن. راندا رازی در مبارزه ای که به عنوان بهترین فایت UFC 168 انتخاب شد توانست میشا تیت را مغلوب کند.
- مبارزه مقابل Sara McMann: راندا رازی دو ماه بعد از مبارزه مقابل میشا تیت، اینبار در UFC 170 مقابل کشتی‌گیر سابق و مدال دارالمپیک یعنی سارا مکمن قرار گرفت. هر دوی آن‌ها پیش از این مبارزه شکست ناپذیر بودند. رازی در مبارزه ای که حدود ۱ دقیقه بطول انجامید مکمن را شکست داد. این اولین پیروزی TKO راندا رازی بود.
- مبارزه مقابل Alexis Davis: در پنجم ژوئیه ۲۰۱۴ راندا رازی چهارمین مبارزه خود در کمپانی یو اف سی را مقابل الکسیس دیویس که کمربند مشکی جوجیتسو دارد، انجام داد. راندا تنها در طی ۱۶ ثانیه با ناک آوت کردن حریفش پیروز مبارزه شد و برنده جایزه عملکرد برتر UFC 175 شد. همچنین ناک آوت او به عنوان بهترین ناک آوت سال ۲۰۱۴ انتخاب شد.
- مبارزه مقابل Cat Zingano: در اصل قرار بود ۲ سال قبل این دو در التیمیت فایتر ۱۸ حضور داشته باشند و سپس به مصاف هم بروند؛ ولی کت زنگانو دچار مصدومیت شد و میشا تیت جایگزین وی شد. بعد از پشت سر گذاشتن مصدومیت‌ها و اتفاقات ناگواری که در زندگی شخصی زنگانو رخ داد بالاخره در بیست و هشتم فوریه ۲۰۱۵ یعنی UFC 184 نوبت مبارزه بین بهترین فایتران زن دنیا فرار رسید. راندا رازی در مبارزه ای که به عنوان سریعترین مبارزه سر کمربند در تاریخ یو اف سی شناخته می‌شود در عرض ۱۴ ثانیه از سد حریفش گذشت.
- UFC 193:رواندا روزی در UFC 193 در مقابل هالی هولم قرار گرفت و در آن مسابقه به طرز فجیعی ناک اوت شد و کمربند خود را به هالی هولم واگذار کرد. رواندا روزی بعد از این باخت از خودش ناامید شده بود و حتی در مصاحبه ای که انجام داده بود گفت حتی به فکر خودکشی هم بوده‌ام او در فیلم بی‌مصرف‌های ۳ نیز بازی کرد و محبوبیت خوبی کسب کرد. در UFC 196 میشا تیت توانست با سابمیشن فنی هالی هولم را شکست داده و قهرمان جدید خروس‌وزن زنان بشود ولی در UFC200 کمربند خود را به آماندا نونس برزیلی واگذار کرد. آماندا نونس بعد از این مسابقه از دانا وایت رئیس UFC خواستار مبارزه با رواندا روزی شد و رواندا روزی نیز این چلنج را پذیرفت و درUFC207 در مین اونت به مصاف آماندا نونس برای کمربند قهرمانی برود. او در طی این مدت با هیچ رسانه ای مصاحبه نکرد که عصبانیت بسیاری را برانگیخت.منتقدان رواندا روزی اذعان داشتند چطور یک مبارز معروف و یک انسان محبوب دو دقیقه برای هواداران وقت ندارد. رواندا روزی نیز پیشتر گفته بود نه مصاحبه‌ها برایش مهم است و نه هیچ چیز دیگر تنها چیزی که برایش مهم است برنده شدن در ان مسابقه و به دست آورد کمربند است. سرانجام در ۳۱ دسامبر ۲۰۱۶ در ورزشگاه تی موبایل رواندا روزی و آماندا نونز به مصاف هم رفتن که آماندا نونس توانست در ۴۸ ثانیه در راند اول رواندا روزی را با ناک اوت فنی شکست دهد و همچنان قهرمان باقی بماند. بعد از باخت رواندا شکایت به مربی رواندا بیشتر شد که چرا رواندا روزی که یک بوکسور نیست چرا با استایل بوکس پا به میدان مسابقه می‌گذارد.

## کشتی کج

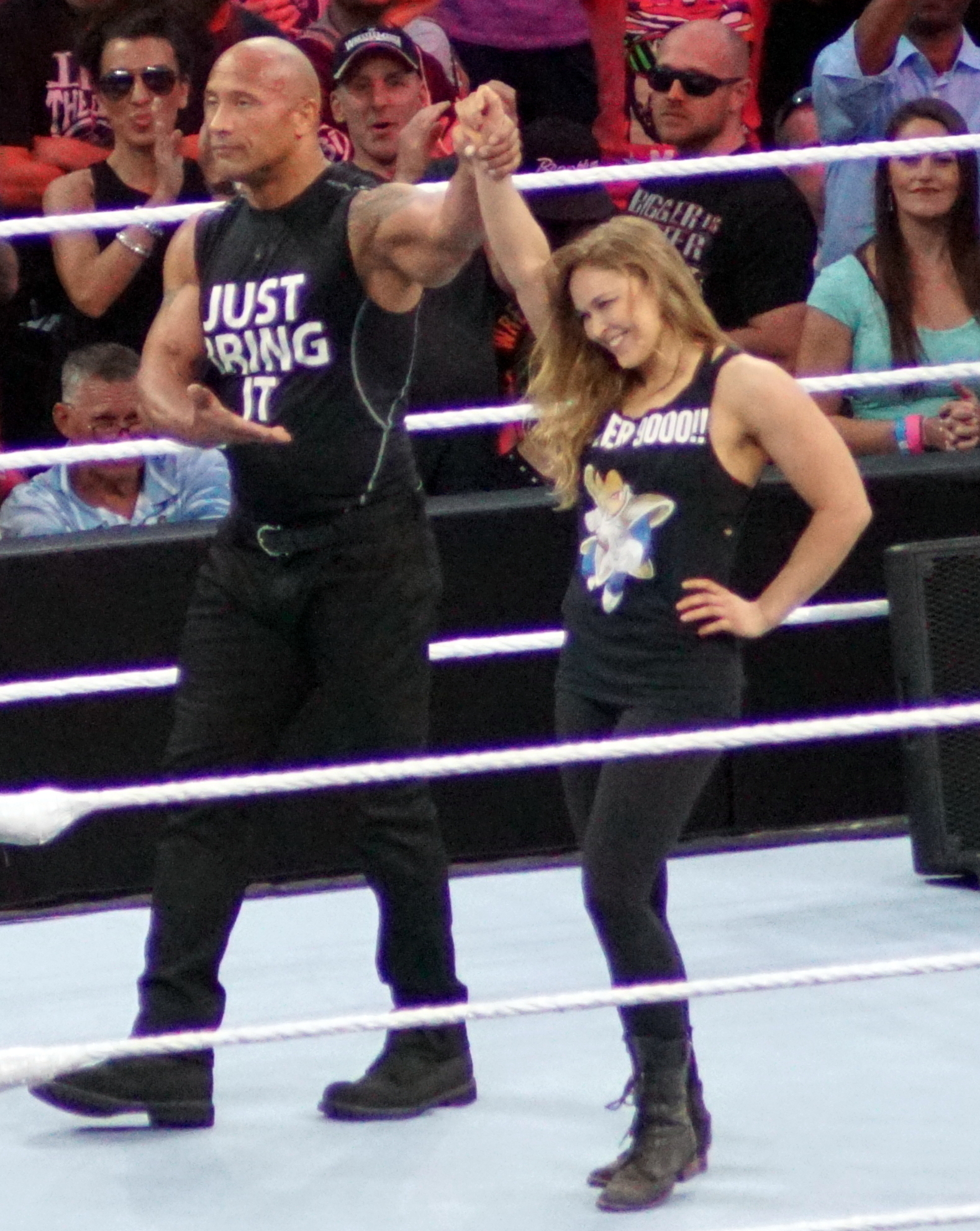
روزی به همراه راک در رسلمنیا ۳۱

در رسلمانیا۳۱ تریپل اچ و استفنی مک‌من وارد رینگ شدند تا از رکوردشکنی در ورزشگاه Levi’s با جمعیت ۷۶۹۷۶ نفر خبر دهند و از موفقیت‌های خودشان و پیروزی اچ بر استینگ صحبت کنند که ناگهان د راک وارد شد. او به رینگ آمد و بعد از کمی صحبت بین راک و آن دو علیه هم، استفنی یک سیلی به صورت راک زد و کنایه‌وار گفت که او یک زن را نمی‌زند (چرا که راک قبلاً به استفنی راک بارم زده بود). راک هم این کار را نکرد ولی در عوض سراغ راندا رَوزی رفت که در ردیف تماشاگران کنار رینگ نظاره‌گر رویداد بود و او را به رینگ آورد. راندا گفت که «هر رینگی که او در آن قدم بگذارد مال اوست»؛ سپس راک به تریپل اچ حمله کرد و راندا تریپل اچ را از رینگ به بیرون پرت کرد و بعد از آن هم استفنی را با یک حرکت بازو قفل(Armbar) شکنجه کرد و سپس او را هم به بیرون انداخت.
در رویال رامبل (۲۰۱۸)، آسکا با بیرون انداختن آخرین نفر یعنی نیکی بِلا، پیروز اولین مسابقه رویال رامبل تاریخ زنان شد؛ بنابراین آسکا این حق را به دست آورد که از بین دو مسابقه کمربند زنان راو یا کمربند زنان اسمک‌داون برای رسلمانیا، یکی را انتخاب کند. بعد از پایان مسابقه و قبل از اینکه او بخواهد تصمیمش را اعلام کند، با ورود ناگهانی راندا رَوزی مواجه شد که به‌نوعی رسماً حضور خود در دبلیودبلیوئی را تأیید کرد.
بعدتر اعلام شد که او قرارداد راو خود را در رویداد الیمینیشن چمبر امضا خواهد کرد. در این رویداد، جنرال منیجر راو یعنی کرت انگل، نایب رئیس دبلیودبلیوئی یعنی تریپل ایچ و همچنین مدیر راو یعنی استفنی مک‌ماهون او را معرفی کردند تا او وارد رینگ شود. قبل ار اینکه او قراردادش را امضا کند، تریپل اچ گفت که رَوزی هیچ امتیاز خاصی را در قرارداد خود درخواست نکرده ولی او حتماً یک مسابقه در رسلمانیا ۳۴ خواهد داشت. ناگهان کرت انگل، اتفاقی که بین رَوزی، تریپل اچ، استفنی و د راک در رسلمانیا ۳۱ افتاد را پیش کشید و گفت که تریپل اج و استفنی برای سه سال منتظر این لحظه بودند تا «مالک» رَوزی شوند و او را بازی دهند. تریپل اچ و استفنی سعی کردند که قضیه را ختم به‌خیر کنند ولی انگل گفت که استفنی گفته که رَوزی دیگر دوره‌اش تمام شده و حالا حتی او (استفنی) هم می‌تواند رَوزی را شکست دهد. رَوزی سپس تریپل اچ را به درون میز قرارداد کوبید و استفنی به او یک سیلی زد و به‌سرعت از رینگ خارج شد. بعد از آن رَوزی قراردادش را امضا کرد. شب بعد در راو، هر چهار نفر در رینگ حاضر شدند تا مسئله حل شود، انگل گفت که به شغلش نیاز دارد پس می‌گوید که شب قبل دروغ گفته بود؛ سپس استفنی از انگل تشکر کرد و با تریپل اچ در حال رفتن بود که رَوزی گفت که همه چیز حل شده به‌غیر از سیلی‌ای که استفنی به او زده و اینکه او باید عذرخواهی کند. استفنی که ترسیده بود، عذرخواهی کرد. ناگهان تریپل اچ به انگل مشت زد و او را نقش بر زمین کرد و با استفنی از رینگ خارج شد. در راو پنجم مارس، استفنی به رَوزی گفت که می‌تواند رقیبی برای خودش از بین ورزشکاران زن فعال کمپانی انتخاب کند، به غیر از قهرمان؛ که رَوزی استفنی را انتخاب کرد. استفنی سعی کرد که بگوید او عضو مدیران است نه ورزشکاران ولی انگل آشکار کرد که استفنی قرارداد دومی هم مبنی بر ورزشکار بودن و کشتی گرفتن دارد. سپس انگل همچنین به تریپل اچ یادآور شد که در سراویور سریز به او هشدار داده بود که اگر تریپل اچ یک بار دیگر به او حمله کند، او برای انتقام دنبال تریپل اچ خواهد آمد. او گفت تریپل اچ هم یک قرارداد دوم برای کشتی گرفتن دارد، و بنابراین در رسلمانیا، تریپل اچ و استفنی مقابل راندا و خود انگل مسابقه خواهند داد که این مسابقه از نوع تگ تیم ترکیبی خواهد بود. در راو ۶ مارس آکرت و راندا با تریپل ایچ و استفنی درگیر شدند و آن‌ها را کتک زدند.
در راو۲۶ مارس راند و کرت وارد شده و صحبت کردند، ولی بعد از آن اعضای گروه ابسولوشن(پیج، سونیا دویل و مندی روز) وارده شده و به راندا پیشنهاد دوستی و عضویت در گروهشان را دادند. اما راندا نپذیرفت و این باعث شد که سونیا دویل و مندی روز به او حمله کنند، اما او دویل را از رینگ بیرون کرد و حرکت آرم بار را روی مندی روز اجرا کرد.
هفته بعد در المنیشن چمبر کرت انگل و رندا توانستند تریپل اچ و استفانی را شکست دهند و این پایانی بود بر این ماجرا.

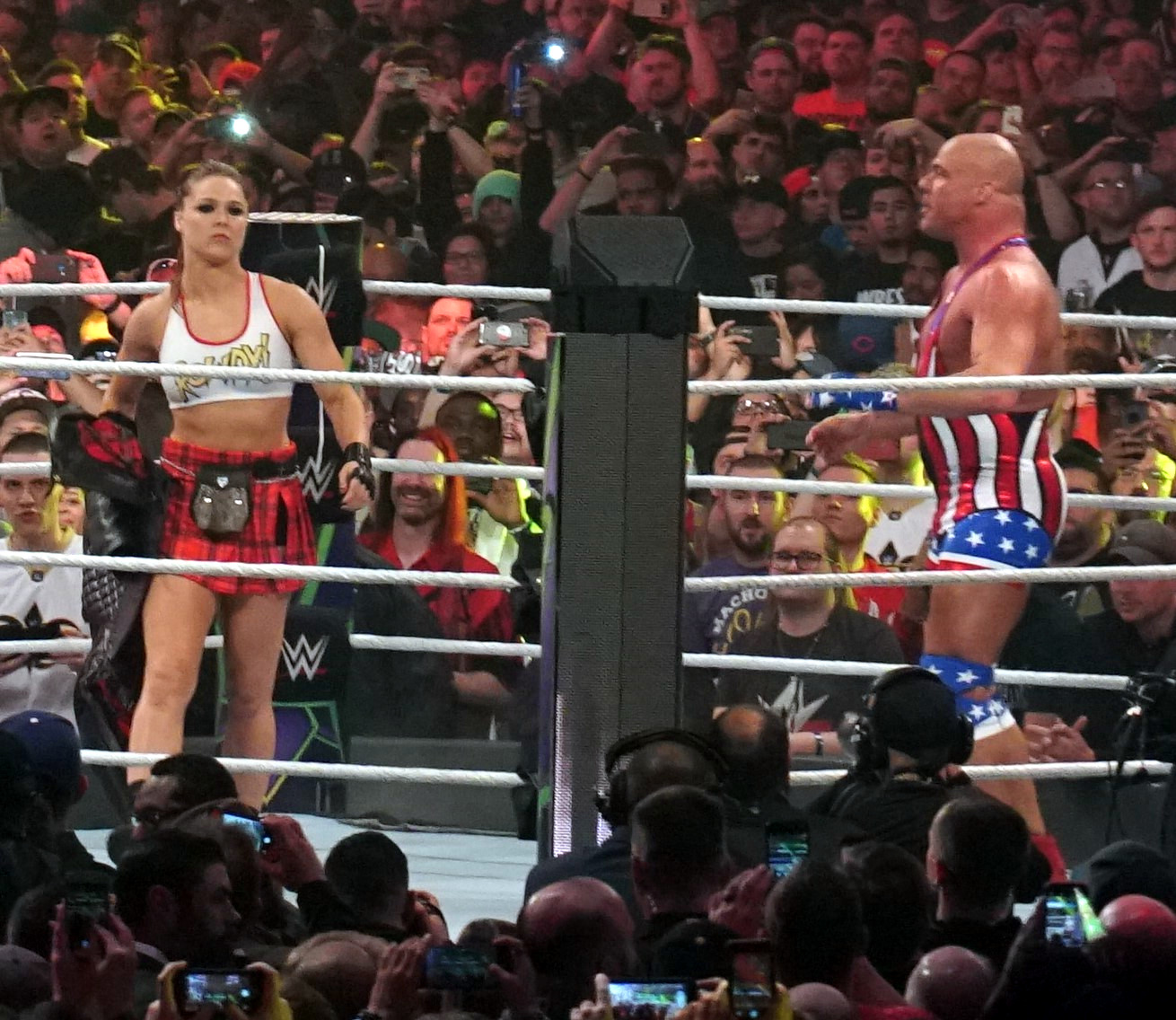
روزی در رسلمنیا ۳۴ به همراه کرت انگل؛‌ این نخستین مسابقه روزی در دبلیودبلیوئی بود.

چند هفته بعد الکسا بلیس به او پیشنهاد دوستی داد و از او خواست به گروهش بپیوندد ولی رندا نپذیرفت و درگیری ایجاد شد بین اونا تا اینکه بعد مدتی نایا جکس قهرمان زنان راو شد.
رندا دوستی رو با ناتالیا آغاز کرده و به او در بعضی مواقع کمک می‌کند.
بعد مانی این د بنک زنان که دوباره بلیس قهرمان راو شد دوباره درگیری بین رندا و بلیس ایجاد شد.
هفته بعد بلیس قراردادی به رندا پیشنهاد کرد که اون سمت کمربند نرود ولی بلیس کاری به او هم نداشته باشد ولی رندا قرارداد رو در حضور انگل نپذیرفت و به بلیس و انگل حمله کرد و انگل یک ماه اون رو در حالت تعلیق درآورد.
بعد یک ماه میکی جیمز و آلیشیا فاکس همراهان بلیس درگیری رو با ناتالیا شروع کردند ولی در این دو مسابقه که ناتالیا باخت و همراهان بلیس با دخالت بردند رندا وارد سالن شد و به کمک ناتالیا می‌شتافت و بلیس و فاکس یا جیمز رو می‌زد تا اینکه در ۳۱راو ژوئن دوباره بلیس و جیمز حمله به ناتالیا کردند و دوباره رندا به کمک ناتالیا شتافت و تا اینکه کرت انگل وارد سالن شد و اعلام کرد رندا روزی و الکسا بلیس در سامراسلم سر کمربند زنان راو مسابقه می‌دهند و در پشت صحنه بعد بلیس ناراضی پیش انگل می‌رود و می‌گوید نمی‌خواهد این کار را انجام دهد تا اینکه ناگهان یه چیزی می‌بیند و فرار می‌کند و دوربین روی رندا روزی می‌رود و می‌رود پیش کرت انگل و از کارش در راو یک ماه پیش عذر خواهی می‌کند.
راندا در سامراسلم با armbar(قفل بازو) به راحتی بلیس را شکست داد و قهرمان زنان راو شد
بالاخره راندا روزی در رسلمنیا۳۵کمربند را به بکی لینچ واگذار کرد.

### بازگشت به رینگ و پیروزی در مسابقه رویال رامبل ۲۰۲۲
او در مسابقه رویال رامبل زنان در سال ۲۰۲۲ به دبلیودبلیوئی بازگشت و توانست پیروز مسابقه شود و شارلوت فلر را برای کمربند قهرمانی زنان اسمک‌داون در رسلمنیا ۳۸ چلنج کرد؛ اما موفق به پیروزی نشد ولی در رسلمنیا بکلش موفق به شکست او شد، هر چند عنوان قهرمانی‌اش را در مانی این د بنک به لیو مورگان واگذار کرد.
راندا روزی پس از یک شکست بحث برانگیز در سامراسلم مقابل لیو مورگان،‌ در اکستریم رولز موفق به بازپس‌گیری کمربندش از مورگان شد و تا شوی اسمک‌داون به تاریخ ۳۰ دسامبر ۲۰۲۲ قهرمان بود اما در یک مسابقه،‌ از شارلوت فلر شکست خورد.

### آخرین مسابقات و خروج از دبلیودبلیوئی (۲۰۲۳)
بعد از وقفه‌ای کوتاه،‌ راندا با دوستش شینا بزلر هم‌تیمی شد و در رسلمنیا ۳۹،‌ روزی و بزلر با پیروزی مقابل سه تیم دیگر،‌ شانس مسابقه بر سر کمربندان قهرمانی تگ تیم را به دست آوردند و در شوی راو به تاریخ ۲۹ مه ۲۰۲۳،‌ در مسابقه ای بر سر کمربندان تگ تیم که بدون صاحب بود،‌ پیروز شدند؛ با قهرمانی راندا روزی، او به هشتمین زنی در دبلیودبلیوئی تبدیل شد که حداقل یکبار موفق به قهرمانی تمامی کمربندان زنان WWE (راو،‌ اسمکدان و تگ تیم) شده است. آنها در شوی اسمک‌داون به تاریخ ۲۳ ژوئن،‌ آلبا فایر و آیلا داون را شکست دادند و کمربندان تگ تیم زنان ان‌اکس‌تی را با کمربندان تگ تیم زنان دبلیودبلیوئی ادغام کردند. در مانی این د بنک، روزی و بزلر به دلیل خیانت بزلر در مسابقه برای کمربندان تگ تیم مقابل راکل رودریگز و لیو مورگان شکست خوردند. این خیانت به درگیری بین این دو منجر شد و درنهایت به مسابقه‌ای در سامراسلم با قوانین MMA منتهی شد که روزی در آن مسابقه از بزلر شکست خورد و برای اولین بار در طول حضورش در دبلیودبلیوئی،‌ تسلیم یک سابمیشن شد. او پس از پایان مسابقه‌اش در خبری اعلام کرد که قراردادش با دبلیودبلیوئی به اتمام رسیده است.

## زندگی شخصی

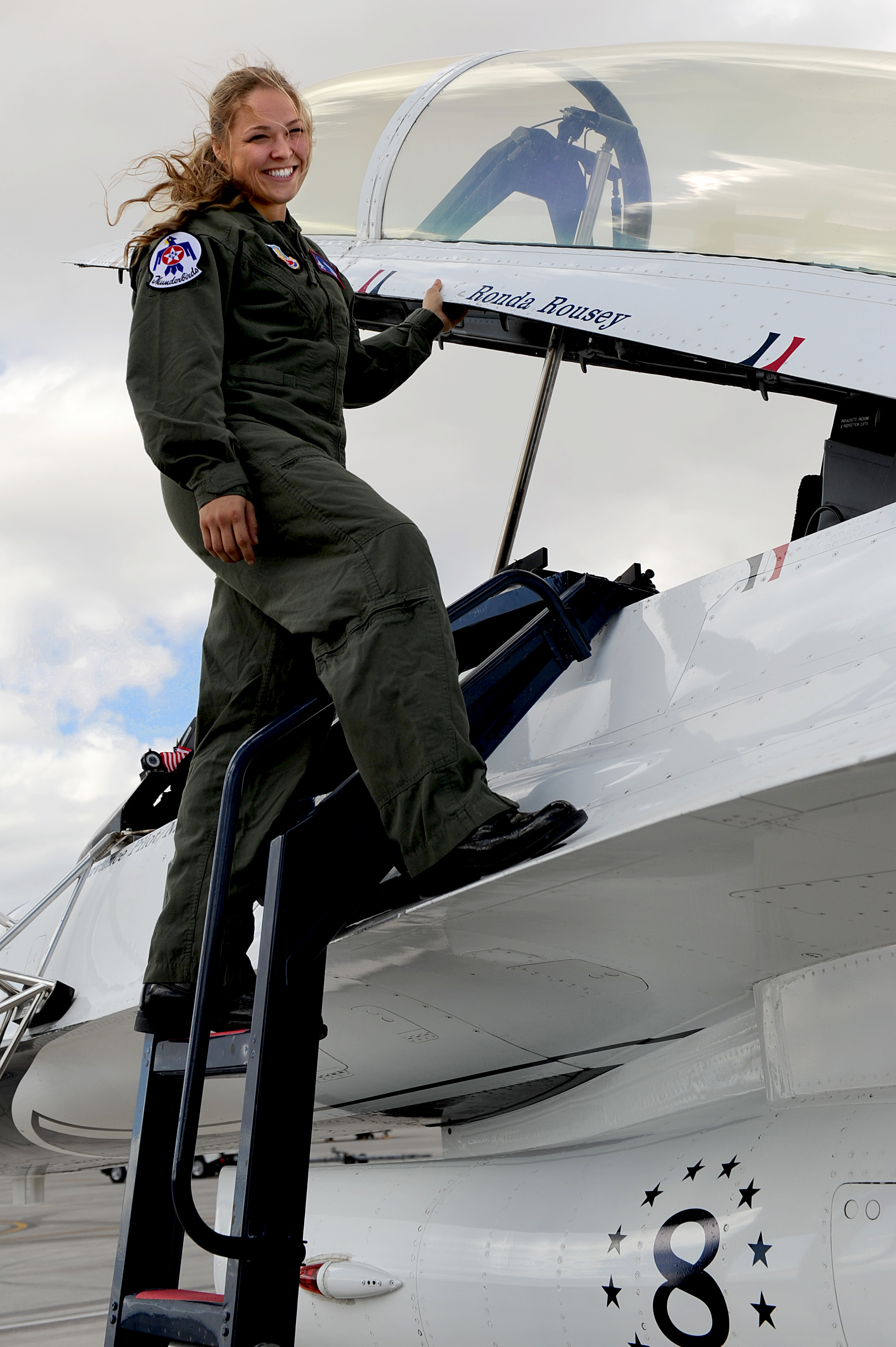
راندا روزی در کنار هواپیمای نظامی اف-۱۶ واحد نظامی تاندربردز در نوامبر ۲۰۱۲؛‌ بر روی هواپیما،‌ نام او نوشته شده است.

روزی در آوریل ۲۰۱۷ در نیوزیلند با تراویس براون که سابقا در رده سنگین‌وزن یو‌اف‌سی فعالیت می‌کرد،‌ ازدواج کرد. روزی در آوریل ۲۰۲۱ در کانال شخصی‌اش در یوتیوب اعلام کرد که چهار ماه است که باردار است و با براون،‌ منتظر اولین فرزندشان هستند. فرزند روزی و براون که دختر بود،‌ در سپتامبر ۲۰۲۱ به دنیا آمد.

## قهرمانی‌ها

### جودو
- مدال برنز المپیک ۲۰۰۸ پکن
- مدال طلای مسابقات جام جهانی ۲۰۰۸ جودو
- مدال طلای بازی‌های پان‌امریکن به ترتیب در سال‌های ۲۰۰۵ و ۲۰۰۷

### یو‌اف‌سی
- نخستین زن در تالار مشاهیر یو‌اف‌سی
- نخستین قهرمان کمربند خروس‌وزن زنان یو‌اف‌سی
  - بیشترین دفاع موفق از کمربند (۶ بار)
  - سریعترین دفاع موفق در تمامی مسابقات خروس‌وزن زنان (۱۴ ثانیه)
  - دومین پایان سریع در دفاع از کمربند در تاریخ یو‌اف‌سی (۱۴ ثانیه)
  - نخستین فرد قهرمان المپیک که موفق به قهرمانی یک کمربند یو‌اف‌سی شده است.

### دبلیودبلیوئی
- قهرمان کمربند زنان اسمکدان (۲ بار)
- قهرمان کمربند زنان راو (۳ بار)
- قهرمان کمربندهای تگ تیم زنان دبلیودبلیوئی (۱ بار) - به همراه شینا بزلر
- برنده رویال رامبل زنان (۲۰۲۲)
- هشتمین زنی که موفق شد حداقل یک‌بار قهرمان تمامی عناوین قهرمانی زنان WWE شود.